# テッレ・ダーディジェ
テッレ・ダーディジェ（イタリア語: Terre d'Adige）は、イタリア共和国トレンティーノ＝アルト・アディジェ州トレント自治県にある、人口約3,100人の基礎自治体（コムーネ）。
2019年1月1日にナーヴェ・サン・ロッコとザンバーナが合併して発足した。

## 地理

### 位置・広がり

#### 隣接コムーネ
隣接するコムーネは以下の通り。
- アンダロ
- ファーイ・デッラ・パガネッラ
- ラヴィース
- メッツォロンバルド
- サン・ミケーレ・アッラーディジェ
- ヴァッレラーギ (テルラーゴ)

## 行政

### 分離集落
テッレ・ダーディジェには、以下の分離集落（フラツィオーネ）がある。
- Nave San Rocco, Zambana, Zambana Vecchia